# Selección masculina de sóftbol del Perú
La Selección masculina de sóftbol del Perú es la selección oficial que representa al país en los eventos internacionales de sóftbol. Su organismo rector es la Federación Deportiva Nacional Peruana  de Sóftbol. Pertenece a la Confederación Mundial de Béisbol y Sóftbol y a la Confederación Panamericana de Sóftbol (CONPASA).
Para diciembre de 2023, el equipo se encontraba en el puesto 38.º de la Confederación Mundial de Béisbol y Sóftbol.

## Participaciones

### Juegos Panamericanos
| Año       | Sede                                      | Victorias                                 | Derrotas                                  | Puesto                                    |
| --------- | ----------------------------------------- | ----------------------------------------- | ----------------------------------------- | ----------------------------------------- |
| 1979-2015 | No participó                              | No participó                              | No participó                              | No participó                              |
| 2019      | Lima                                      | 0                                         | 5                                         | 6                                         |
| 2023      | Únicamente se disputó el torneo femenino' | Únicamente se disputó el torneo femenino' | Únicamente se disputó el torneo femenino' | Únicamente se disputó el torneo femenino' |

### Campeonato Sudamericano de Sóftbol
| Año  | Edición | Sede             | Victorias    | Derrotas     | Puesto       |
| ---- | ------- | ---------------- | ------------ | ------------ | ------------ |
| 2015 | I       | Bogotá           | No participó | No participó | No participó |
| 2016 | II      | Ciudad de Panamá | 0            | 8            | 9            |
| 2018 | III     | Monteria         | 1            | 9            | 10           |